# Ronnie Peterson
Pour les articles homonymes, voir Peterson.

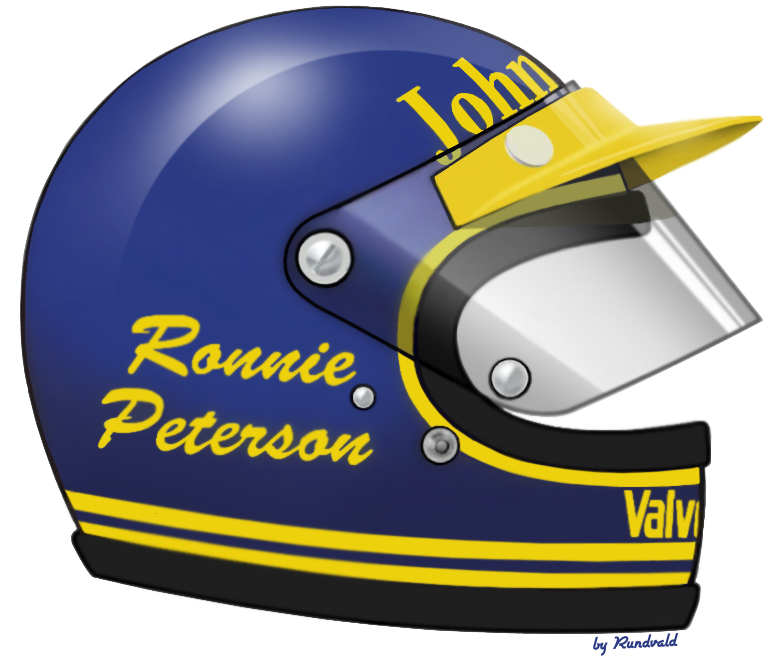
Le casque de Ronnie Peterson.

Ronnie Peterson, né le 14 février 1944 à Örebro, Suède, et mort le 11 septembre 1978 à Milan, Italie, des suites d'un accident survenu la veille lors du Grand Prix d'Italie, est un pilote automobile suédois. Il a disputé le championnat du monde de Formule 1 entre 1970 et 1978 et est considéré comme l'un des pilotes les plus spectaculaires et les plus talentueux de sa génération.

## Biographie

### Les débuts
Dès son plus jeune âge, Ronnie Peterson a l'occasion de parfaire son style de pilotage en disputant des compétitions de karting. Plus tard, il se forge un impressionnant palmarès dans les compétitions nationales, devenant champion de Suède de 1963 à 1966. En karting, il développe un style de pilotage très personnel, basé sur le contrôle de la glisse du train arrière, qu'il conservera jusqu'en Formule 1, au point que Colin Chapman devra renforcer spécialement les châssis de ses Lotus. En 1966 il est champion d'Europe de la spécialité, et troisième du championnat du monde à Copenhague derrière Susanna Raganelli.
En 1966, aidé par son instructeur Reine Wisell, il fait des débuts en sport automobile en Formule 3 au volant d'une Svebe, monoplace conçue par son père sur la base d'un châssis Brabham. Après une période d'apprentissage, Ronnie s'affirme comme la terreur du championnat de Suède de Formule 3 et écrase les saisons 1968 et 1969. Il s'impose également en 1969 dans le prestigieux Grand Prix de Monaco de Formule 3, disputé devant tout le gratin de la Formule 1, à l'issue d'une bataille de longue haleine jusque dans le dernier tour avec Reine Wisell,. En 1969, il fait aussi plusieurs apparitions en Formule 2, au sein de l'écurie de Roy Winkelmann (qui engage des Lotus) puis au sein de l'écurie d'usine Tecno.

### Premières saisons en F1 chez March
En 1970, il fait ses premiers pas en Formule 1 à l'occasion du Grand Prix de Monaco, au volant d'une March 701 privée de l'écurie Colin Crabbe's Antique Automobiles. Malgré une monoplace peu performante, le Suédois parvient à finir à une prometteuse septième place. La suite de la saison ne lui apporte aucune satisfaction supplémentaire, l'unique moteur Cosworth de son équipe perdant en puissance tout au long de l'année. Son potentiel, qu'il montre également dans le championnat d'Europe de Formule 2 (quatrième du championnat 1970) lui vaut néanmoins d'être recruté par l'écurie d'usine March pour la saison 1971.
Sur une monoplace (la March 711) moins performante que ses principales concurrentes et notamment que la Tyrrell, Peterson multiplie les prestations de grande classe, tirant le maximum de sa monture au prix d'un pilotage particulièrement spectaculaire. Avec cinq podiums, il crée la surprise en terminant à la deuxième place du championnat du monde, à distance respectable il est vrai du champion du monde Jackie Stewart. Parmi ses cinq podiums, ses prestations les plus mémorables furent sa deuxième place à Monaco et surtout sa deuxième place au Grand Prix d'Italie, course d'aspiration en peloton au terme de laquelle il n'est battu que d'un centième de seconde par la BRM de Peter Gethin. Parallèlement, il décroche le titre de champion d'Europe en Formule 2, et remporte les 1 000 kilomètres de Barcelone avec son compatriote Jo Bonnier. Il reste une saison supplémentaire chez March, mais le modèle de la saison 1972 s'avère peu performant et ne lui permet pas de rééditer ses coups d'éclat de la saison précédente. Il remporte durant cette même année les 1 000 kilomètres de Buenos Aires comptant pour la saison 1972 du championnat du monde des voitures de sport.

### Les années Lotus

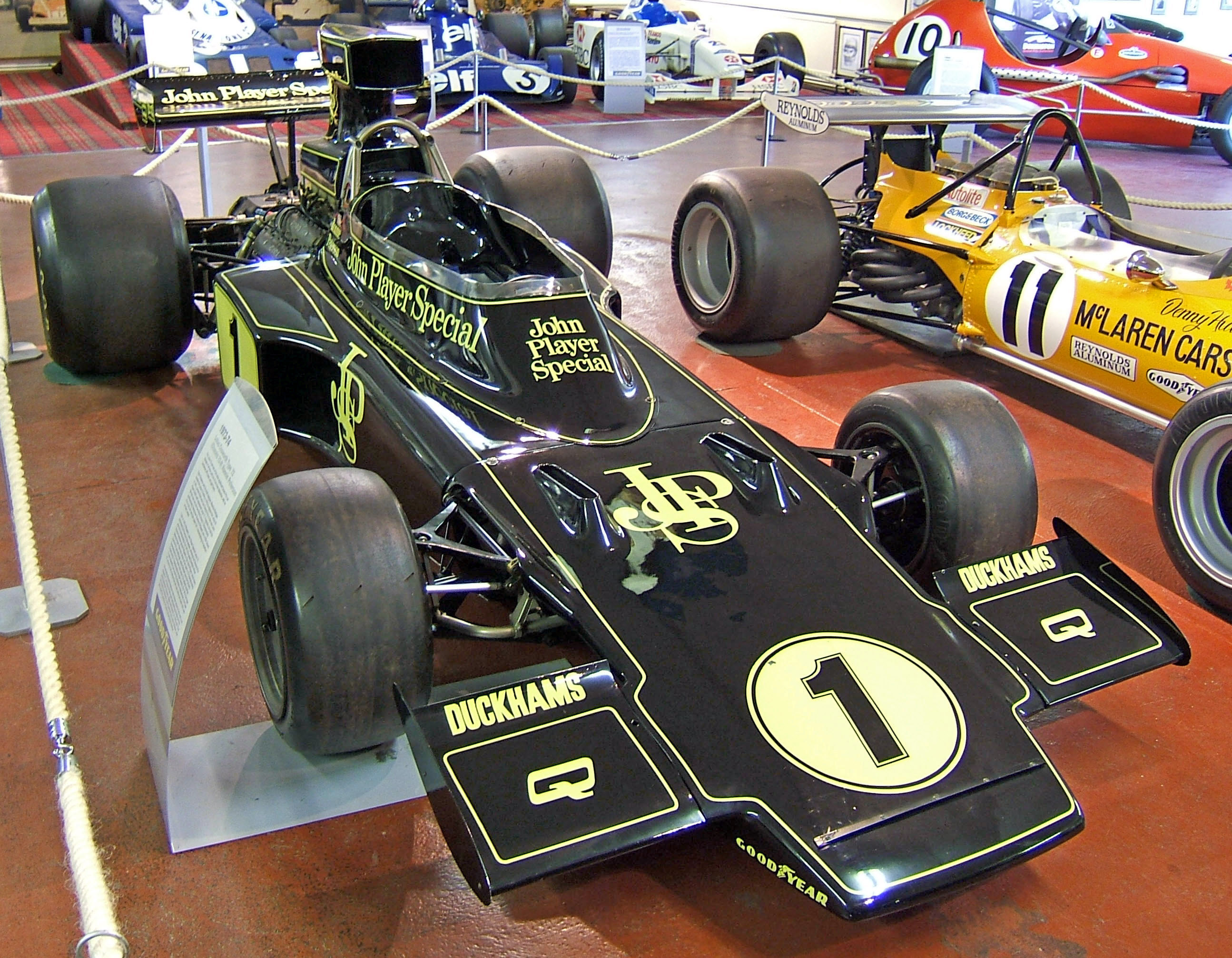
La Lotus 72E (saison 1974) de Ronnie Peterson à Donington.

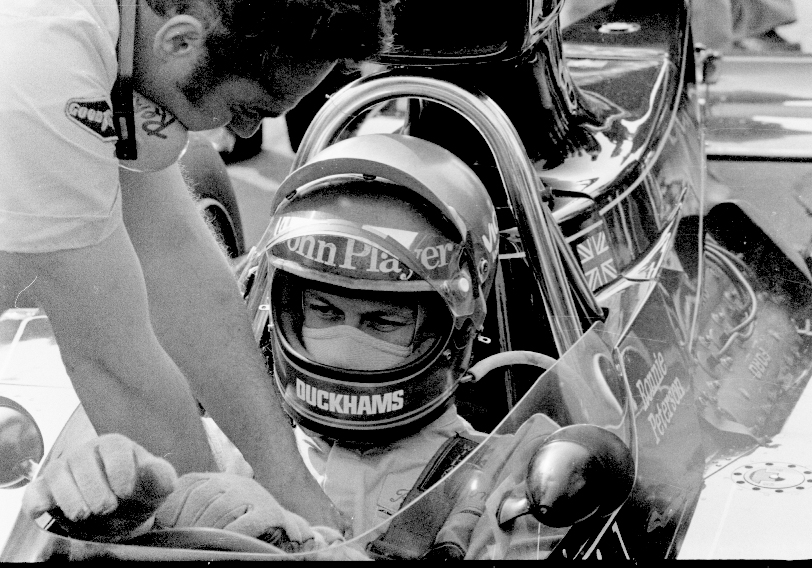
Ronnie Peterson à Silverstone en 1975

En 1973, Ronnie Peterson est recruté par la puissante écurie Lotus, championne du monde en titre avec le Brésilien Emerson Fittipaldi. Après un début de saison catastrophique marqué par de multiples problèmes de fiabilité, la chance tourne enfin en faveur de Peterson, qui remporte en France son premier succès en Grand Prix. Trois autres succès suivront, en Autriche, en Italie, et aux États-Unis. Cette fin de saison en trombe lui permet de terminer à la troisième place du championnat juste derrière Fittipaldi et d'offrir à son écurie un nouveau titre mondial des constructeurs. Mais elle a également pour effet de provoquer le départ de l'équipe de Fittipaldi, qui vit mal la montée en puissance de son coéquipier, régulièrement plus performant que lui et qui n'a pas supporté de perdre ses ultimes chances d'être titré en terminant derrière le Suédois à Monza.
Seul leader de l'écurie Lotus à la suite du départ de Fittipaldi, et compte tenu des changements chez Tyrrell (retraite du champion du monde en titre Jackie Stewart, mort de François Cevert) Peterson apparaît pour de nombreux observateurs comme le grand favori de la saison 1974. Mais la nouvelle Lotus 76 se montre bien moins performante qu'escompté, obligeant l'écurie à se rabattre en urgence sur la vénérable Lotus 72, dont la conception remonte à la saison 1970. À son volant, Peterson décroche trois nouvelles victoires mais qui ne sont que des exploits isolés dans une saison globalement décevante. Il termine la saison à la cinquième place du championnat.
Au plus mal financièrement à la suite de la crise pétrolière qui a eu pour effet de faire chuter les ventes de voitures de sport, sa principale source de revenu, l'écurie Lotus aborde la saison 1975 sans avoir pu concevoir une nouvelle monoplace. La débauche d'énergie dont fait preuve Peterson en piste n'y change rien et il boucle la saison avec seulement six points marqués et une treizième place au championnat, son plus mauvais résultat depuis sa première saison.

### March et Tyrrell 6 roues

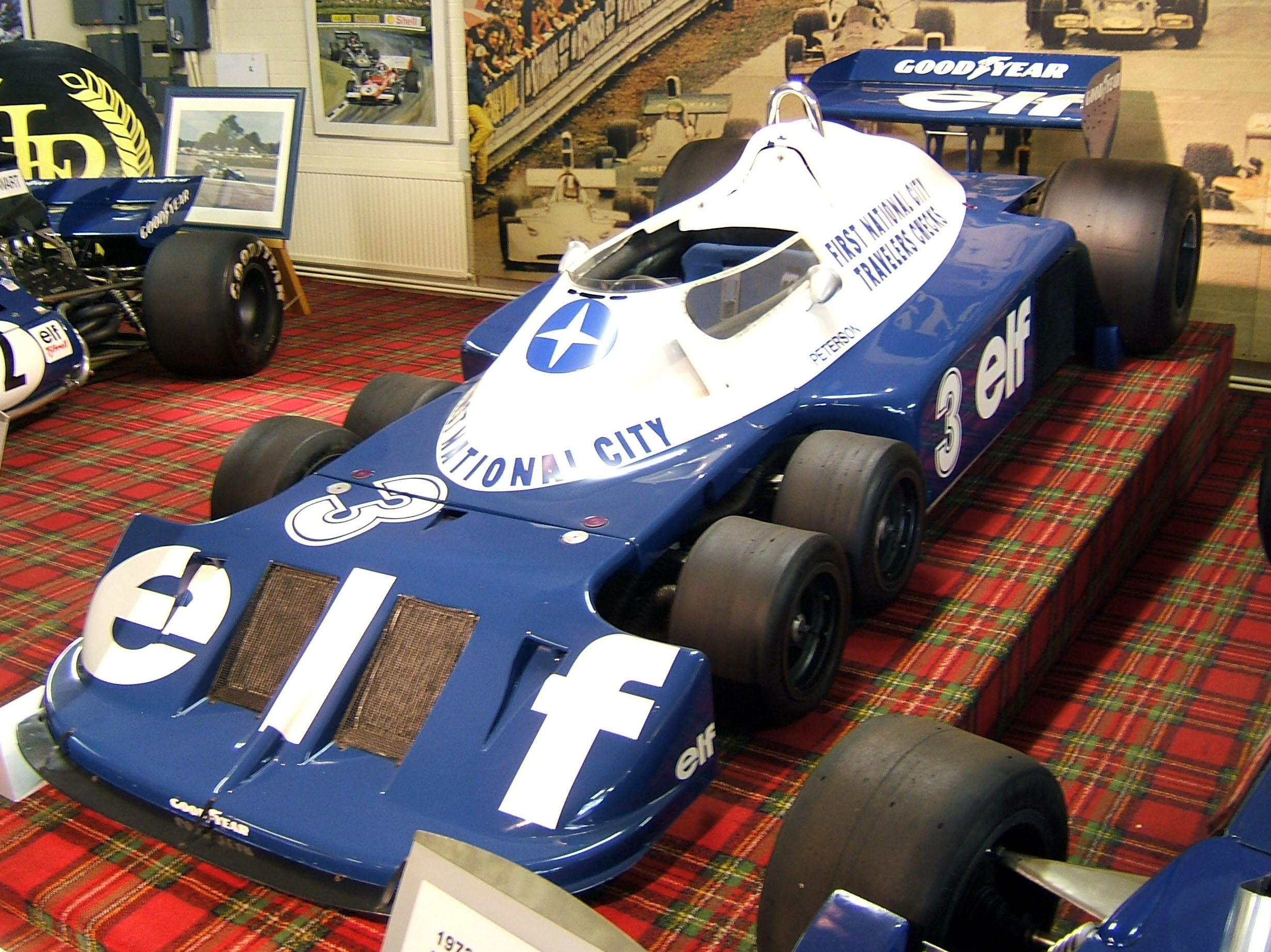
La Tyrrell P34 de Peterson à Donington.

Bien qu'il ait publiquement et à plusieurs reprises exprimé ses velléités de départ, Peterson consent à rester chez Lotus pour la saison 1976, séduit par les promesses de Chapman quant au potentiel de la nouvelle Lotus 77. Mais à l'issue du premier Grand Prix de la saison au Brésil, désabusé par le manque de potentiel de sa nouvelle monture, il préfère claquer la porte et rejoindre dès l'épreuve suivante les rangs de l'écurie March, pourtant pas non plus au mieux de sa forme. Ce transfert s'avérera une décision peu inspirée de la part de Peterson: certes, il remporte avec la March le Grand Prix d'Italie (son seul résultat notable de la saison), mais contrairement à sa première impression, la Lotus 77 n'était pas une si mauvaise voiture comme le montrera la jolie fin de saison de Mario Andretti, finalement mieux classé que lui au championnat. 
En 1977, Peterson quitte March pour rejoindre Tyrrell, où il remplace Jody Scheckter au volant de l'étonnante Tyrrell P34 à six roues. Auteur d'une prometteuse première saison en 1976, la P34 semble avoir un beau potentiel qu'elle ne confirmera pas tout au long de la saison 1977, qui se transforme vite en chemin de croix pour ses pilotes. Mais si Patrick Depailler fait preuve à son volant d'une belle abnégation, la P34 restera un mystère pour Peterson, qui ne parvient pas à adapter son style de pilotage à cette monoplace si particulière. Pour la première fois de sa carrière, le Suédois, pourtant considéré par beaucoup comme le pilote le plus rapide du moment, montre ses limites.
Patrick Depailler et Emerson Fittipaldi étaient d'excellents metteurs au point tandis que, dans le domaine mécanique, Ronnie Peterson était plus à la peine, ce qui explique peut-être qu'il n'a pas pu devenir champion du monde. Le journaliste Gérard Crombac précise : « Plus vite que Fittipaldi, Peterson était moins doué que son coéquipier pour régler son châssis et c'est avec les réglages trouvés par Fittipaldi que Peterson parvenait à aller plus vite. » Évoquant la saison 1973, Peter Warr, le manager de Lotus abonde : « Partout où nous allions, Ronnie se montrait plus vite qu'Emerson, parfois vraiment beaucoup plus vite. Je suis absolument persuadé que Ronnie aurait été champion du monde s'il n'avait pas connu des ennuis de boîte de vitesses à Barcelone et à Zandvoort. Lorsqu'il ne restait plus que cinq minutes d'essais, Ronnie était complètement perdu, de sorte que l'on montait sur sa voiture les réglages de celle d'Emerson. C'est là que cela devenait difficile parce que, dès lors, non seulement Ronnie se montrait plus vite qu'Emerson mais il y parvenait de surcroît après lui avoir chipé ses réglages! »

### Retour chez Lotus
En 1978, Peterson fait son retour chez Lotus, moins de deux ans après en être parti. Il avait quitté une écurie en pleine débandade, il la retrouve de retour au plus haut niveau. Après une saison 1976 en progression constante, Lotus a en effet sorti en 1977 la Lotus 78, une monoplace avec des pontons au profil d'ailes d'avion inversées (ce qui lui vaut le nom de « wing car », la « voiture aile ») générant une formidable adhérence et  avec laquelle Mario Andretti a failli décrocher le titre mondial. Mais Colin Chapman, le patron de Lotus, est réticent à l'idée de voir Peterson de retour pour recueillir les fruits de deux années d'efforts intensifs auxquels il n'a pas participé. Il conditionne donc son retour à l'acceptation d'un strict contrat de deuxième pilote, la priorité au sein de l'équipe revenant à Mario Andretti. 
Avec la Lotus 78 puis avec la Lotus 79 (apparue au printemps et qui s'avère de loin comme la meilleure monoplace du plateau en poussant encore plus loin le concept de « wing car ») Lotus écrase le championnat. Mais coincé par son statut de deuxième pilote, Peterson ne peut jouer sa carte personnelle qu'en l'absence d'Andretti. Il s'impose en Afrique du Sud en soufflant la victoire à Depailler dans le dernier tour puis en Autriche mais doit le plus souvent se contenter d'assurer le doublé derrière son chef de file ; en Belgique, en Espagne, en France et aux Pays-Bas.

### Le drame de Monza
Le Grand Prix d'Italie 1978, antépénultième manche de la saison, doit permettre à Andretti de s'assurer mathématiquement le titre mondial. Ce sera le cas dans des circonstances dramatiques. Le départ de l'épreuve est donné dans la plus grande confusion, le feu vert s'allumant alors que les voitures des dernières lignes ne sont pas encore immobilisées. De ce fait, leur mise en action est plus rapide et le peloton se présente de manière très dense à la première chicane. Un contact entre les monoplaces de James Hunt et Ronnie Peterson déclenche une collision en chaine dans laquelle sont impliqués plusieurs pilotes. Le plus gravement touché est Vittorio Brambilla qui a le crâne fracturé après avoir reçu une roue sur le casque. Peterson souffre quant à lui de multiples fractures aux jambes. Sa vie n'est pas considérée en danger mais il est transporté en urgence à l'hôpital de Milan où il est opéré dans la soirée pour réduire ses fractures. Son état de santé se détériore subitement dans la nuit : des masses graisseuses provenant de ses os fracturés passent dans son sang et forment une embolie qui bloque le fonctionnement de ses organes vitaux. Le lundi matin, il meurt d'une insuffisance rénale.
La cause de l'accident de Peterson a longtemps été sujette à controverse. À l'époque, un certain nombre de pilotes, parmi lesquels les anciens champions du monde Niki Lauda et James Hunt, eurent tendance à attribuer la responsabilité du carambolage au jeune italien Riccardo Patrese, lequel avait une réputation de « chien fou » dans le paddock. Patrese aurait provoqué la mêlée en percutant Hunt à l'entrée de la première chicane et en l'envoyant sur Peterson. Fait unique dans les annales de la Formule 1, une commission de pilotes demanda même avec succès aux organisateurs de la course suivante, de ne pas accepter l'inscription de Patrese. Reconverti plus tard dans les commentaires à la télévision britannique, Hunt n'aura de cesse d'accabler Patrese. Cependant, les images vidéo et les clichés des photographes présents à cet endroit montrent qu'il n'y a pas eu de collision entre les voitures de Patrese et de Hunt alors que le contact entre celle de Hunt et de Peterson est certain. Il y a donc aujourd'hui quasi-unanimité pour mettre Patrese hors de cause.

### Bilan de carrière
Ronnie Peterson a disputé 123 Grand Prix, et en a gagné dix. Il est monté 26 fois sur le podium et a terminé 42 fois dans les points. Il a obtenu quatorze pole positions et neuf meilleurs tours en course. Au cours de sa carrière, il a marqué 206 points au championnat du monde de Formule 1, mais n'est jamais parvenu à remporter le titre. Il est considéré, au même titre qu'un Stirling Moss, comme l'un des pilotes les plus talentueux à n'avoir jamais été champion du monde.

## Résultats en championnat du monde de Formule 1
| Saison | Écurie                                              | Châssis       | Moteur                | Pneus     | GP disputés | Victoires | Pole positions | Meilleurs tours | Points inscrits | Classement |
| ------ | --------------------------------------------------- | ------------- | --------------------- | --------- | ----------- | --------- | -------------- | --------------- | --------------- | ---------- |
| 1970   | Antique Automobiles Racing Team Colin Crabbe Racing | March 701     | Ford V8               | Goodyear  | 9           | 0         | 0              | 0               | 0               | n.c.       |
| 1971   | STP March Racing Team                               | 711           | Ford V8 Alfa Romeo V8 | Firestone | 11          | 0         | 0              | 0               | 33              | 2e         |
| 1972   | STP March Racing Team                               | 721 721X 721G | Ford V8               | Goodyear  | 12          | 0         | 0              | 0               | 12              | 9e         |
| 1973   | John Player Team Lotus                              | 72D 72E       | Ford V8               | Goodyear  | 15          | 4         | 9              | 2               | 52              | 3e         |
| 1974   | John Player Team Lotus                              | 72E 76        | Ford V8               | Goodyear  | 15          | 3         | 1              | 2               | 35              | 5e         |
| 1975   | John Player Team Lotus                              | 72E           | Ford V8               | Goodyear  | 14          | 0         | 0              | 0               | 6               | 13e        |
| 1976   | John Player Team Lotus March Engineering            | 77 761        | Ford V8               | Goodyear  | 16          | 1         | 1              | 1               | 10              | 11e        |
| 1977   | Elf Team Tyrrell                                    | P34           | Ford V8               | Goodyear  | 17          | 0         | 0              | 1               | 7               | 14e        |
| 1978   | John Player Team Lotus                              | 78 79         | Ford V8               | Goodyear  | 14          | 2         | 3              | 3               | 51              | 2e         |

## Victoires en Championnat du monde de Formule 1
| #  | Année | Manche | Grand Prix     | Circuit        | Écurie     | Voiture | Résumé |
| -- | ----- | ------ | -------------- | -------------- | ---------- | ------- | ------ |
| 1  | 1973  | 08/15  | France         | Le Castellet   | Lotus-Ford | 72D 72E | Résumé |
| 2  | 1973  | 12/15  | Autriche       | Österreichring | Lotus-Ford | 72D 72E | Résumé |
| 3  | 1973  | 13/15  | Italie         | Monza          | Lotus-Ford | 72D 72E | Résumé |
| 4  | 1973  | 15/15  | États-Unis     | Watkins Glen   | Lotus-Ford | 72D 72E | Résumé |
| 5  | 1974  | 06/15  | Monaco         | Monaco         | Lotus-Ford | 72E 76  | Résumé |
| 6  | 1974  | 09/15  | France         | Le Castellet   | Lotus-Ford | 72E 76  | Résumé |
| 7  | 1974  | 13/15  | Italie         | Monza          | Lotus-Ford | 72E 76  | Résumé |
| 8  | 1976  | 13/16  | Italie         | Monza          | March-Ford | 77 761  | Résumé |
| 9  | 1978  | 03/16  | Afrique du Sud | Kyalami        | Lotus-Ford | 78      | Résumé |
| 10 | 1978  | 12/16  | Autriche       | Österreichring | Lotus-Ford | 78      | Résumé |

## Résultats aux 24 Heures du Mans
| Année | Châssis       | Écurie            | Coéquipier | Résultat |
| ----- | ------------- | ----------------- | ---------- | -------- |
| 1970  | Ferrari 512 S | Sefac Ferrari SpA | Derek Bell | Abandon  |

## Hommages

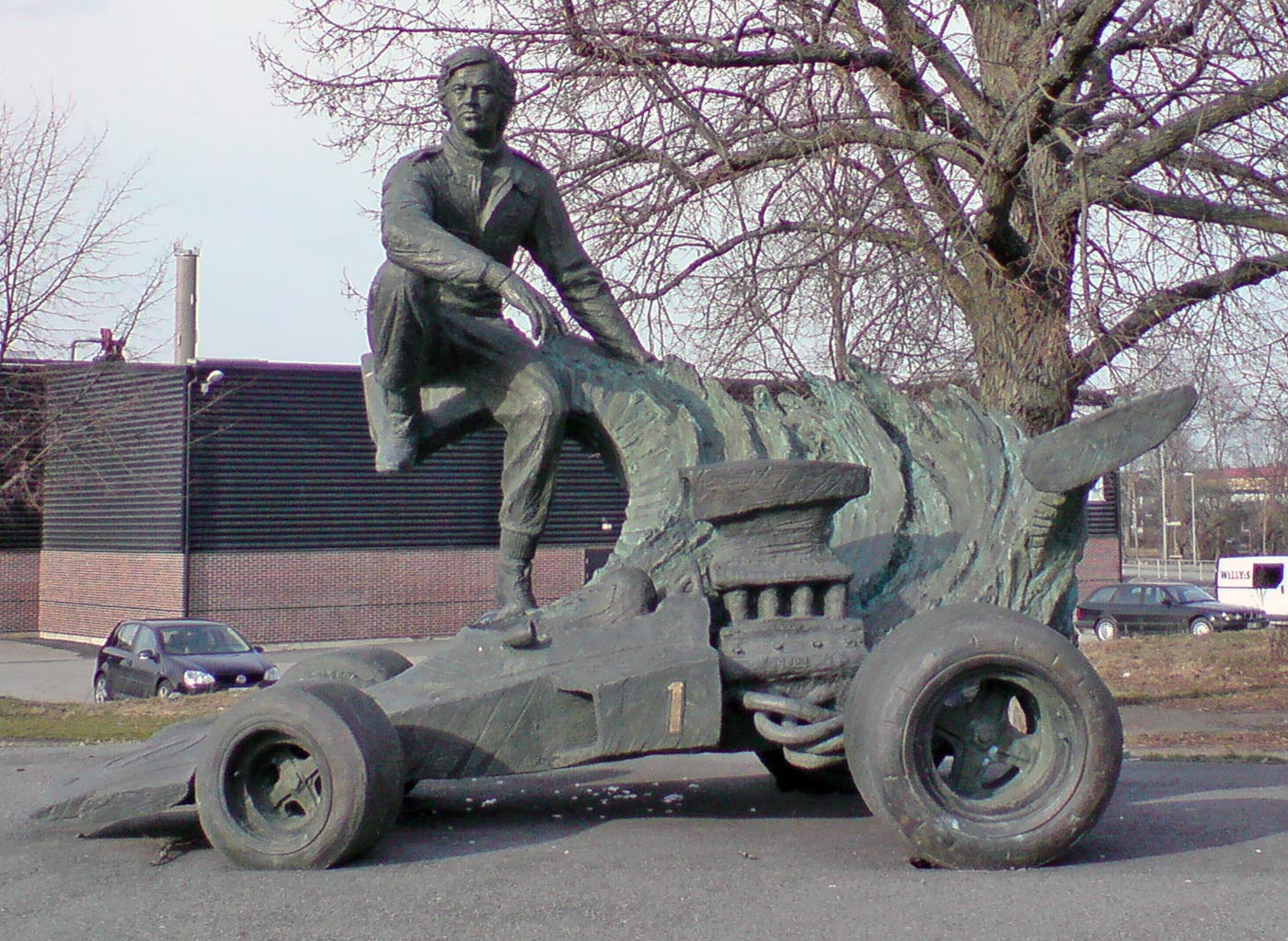
Statue de Ronnie Peterson à Almby, Örebro, Suède.

Örebro, la ville natale de Ronnie, a érigé en son hommage une statue réalisée par le sculpteur Richard Brixel, lequel a reçu en 2005 de la ville de São Paulo la commande d'une statue du triple champion du monde brésilien Ayrton Senna. Toujours à Örebro, un musée à sa mémoire a été ouvert en mai 2008.
Michele Alboreto, qui décédera lui aussi au volant, avait choisi de rendre hommage à Peterson en reprenant ses couleurs sur son casque de pilote de Formule 1 (bleu et jaune, couleurs de la Suède). Le pilote français Sébastien Bourdais court lui aussi avec les couleurs de Peterson sur son casque.